# 前橋協立病院
前橋協立病院（まえはしきょうりつびょういん）は、群馬中央医療生活協同組合が群馬県前橋市朝倉町に設置する病院。

## 概要
救急告示病院。公益財団法人日本医療機能評価機構認定病院(病院評価結果は3rdG:Ver.2.0(4回目,2018年12月7日認定,2023年7月13日認定有効期限))。
全日本民主医療機関連合会(民医連)に加盟している。

## 沿革
(この節の出典)
- 1952年5月 - 協立診療所開設　病床数8床
- 1961年12月 - 協立診療所を協立病院と改称、病床数38床
- 1977年9月 - 前橋市立夜間急病診療所が開設され、協立病院は二次搬送病院に指定される
- 1980年5月 - 前橋市朝倉町に移転、前橋協立病院に名称変更、病床数197床
- 1990年4月 - 前橋市、病院群輪番制病院に指定
- 1995年5月 - 前橋市より在宅介護支援センター朝倉を運営委託
- 2003年10月 - 厚生労働省指定臨床研修病院指定
- 2005年11月 - オーダーエントリーシステム導入
- 2009年4月 - 地域包括支援センター南部開設（前橋市より受諾）
- 2010年10月 - PACS導入
- 2011年1月 - 医療の質の向上・公開推進事業（QI 推進事業）各種臨床指標の測定を開始
- 2011年3月 - 東日本大震災診療支援（第1 次支援3/13～16、第2 次支援3/16～19、第3 次支援3/23～26）
- 2011年5月 - ふれあいの家六供（グループホーム・小規模多機能）開設
- 2011年7月 - 無料低額診療事業を開始
- 2012年11月 - 在宅療養支援病院
- 2016年6月 - デイサービスセンター虹リニューアル（定員80）
- 2016年9月 - 「特別養護老人ホーム」設置事業所に選定される
- 2016年11月 - 桐生みんなの家つつみ（看護小規模多機能）開設
- 2017年3月 - 社会福祉法人「協同福祉会」法人認定

## 診療科
- 内科[5]
- 外科[5]
- 整形外科[5]
- 小児科[5]
- 産婦人科[5]
- 眼科[5]
- 皮膚科[5]

## 医療機関の認定
(この節の出典)
- 保険医療機関
- 労災保険指定医療機関
- 生活保護法指定医療機関(中国残留邦人等の円滑な帰国の促進並びに永住帰国した中国残留邦人等及び特定配偶者の自立の支援に関する法律(平成6年法律第30号)に基づく指定医療機関を含む。)
- 結核指定医療機関
- 公害医療機関
- 指定自立支援医療機関（精神通院医療）
- 臨床研修病院
- 高齢者の医療の確保に関する法律(昭和57年法律第80号)第7条第1項に規定する医療保険各法及び同法に基づく療養等の給付の対象とならない医療並びに公費負担医療を行わない医療機
- 指定養育医療機関
- 原子爆弾被害者一般疾病医療取扱医療機関
- 身体障害者福祉法指定医の配置されている医療機関
- 母体保護法指定医の配置されている医療機関
- 在宅療養支援病院
- 無料低額診療事業実施医療機関

## 差額ベッド代について
病院の理念により、差額ベッド料（個室料）を徴収していない。

## 交通アクセス
- JR両毛線「前橋駅」から
  - 前橋駅北口３番乗り場　マイバス東循環左まわり「協立病院前」停留所下車正面　
  - 前橋駅北口４番乗り場　日本中央バス広瀬・東善方面（南30・南31）「朝倉町」停留所下車　徒歩700ｍ
  - 前橋駅北口４番乗り場　永井バス下川団地方面（南56）「協立病院前」停留所下車正面
- 無料巡回バスを運行している（外部リンク：詳細）[7]

## 周辺
- 前橋工科大学
- 利根川
- 広瀬川